# Haliplus fasciatus
Haliplus fasciatus es una especie de escarabajo acuático del género Haliplus, familia Haliplidae. Fue descrita científicamente por Aubé en 1838.
Esta especie habita en los Estados Unidos y Canadá.